# Erythrina bidwillii
Erythrina bidwillii är en ärtväxtart som beskrevs av John Lindley. Erythrina bidwillii ingår i släktet Erythrina och familjen ärtväxter. Inga underarter finns listade i Catalogue of Life.